# جويل تومسون
جويل تومسون (بالإنجليزية: Joel Thompson)‏ هو قاضي ومحامي وسياسي أمريكي، ولد في 3 أكتوبر 1760، وتوفي في 8 فبراير 1843 في بروكلين في الولايات المتحدة. انتخب عضو جمعية ولاية نيويورك وانتخب عضو مجلس النواب الأمريكي.